# Kreml-Astrologie
Als Kreml-Astrologie, Kremlologie oder auch „Kremlinologie“ bezeichneten westliche Beobachter während des Kalten Krieges Versuche von westlichen Geheimdiensten, Fachjournalisten oder sonstigen Experten, die totalitären Machtstrukturen in den Führungsebenen der Sowjetunion zu erkennen und deren Entscheidungen vorherzusagen. Die Aufgabe wurde zusätzlich dadurch erschwert, dass sowjetische Archive bis zum Zerfall der UdSSR nicht öffentlich zugänglich waren.
Für damalige Beobachter wirkte das im Kreml nichtöffentlich tagende und seine Beschlüsse geheimhaltende Zentralkomitee der KPdSU als geheimnisvolles Herrschaftszentrum. Da Vorhersagen über seine Entscheidungen schwierig und häufig fehlerhaft waren, verwendeten Medienberichte darüber den spöttischen Begriff Kremlastrologie. Da Astrologie zwar viele Menschen fasziniert, aber nicht empirisch-wissenschaftlich arbeitet und oft irrt, drückte man damit Vorbehalte gegenüber diesen Voraussagen aus.
In der heutigen Zeit wird dieser Begriff gelegentlich als Metapher einer Vorhersage von Ereignissen in undurchsichtigen politischen Führungszirkeln angewandt.